# Greg Reitan
Greg Reitan (* 1973 in Seattle) ist ein US-amerikanischer Jazzpianist, Komponist und Musikproduzent.

## Leben und Wirken
Greg Reitan begann ab zehn Jahren sich für Jazz zu interessieren und wirkte bei Bud Shanks Jazz-Workshops in Port Townsend mit, wo er Unterricht in Piano bei Hal Galper und in Arrangement bei John Clayton hatte. Mit Stipendien studierte er an der Berklee School of Music und am Cornish College of the Arts in Seattle. 1991 zog er nach Los Angeles, setzte seine Studien an der Thornton School of Music (UCLA) fort, wo er Komposition bei Stephen Hartke, Frank Ticheli und Erica Muhl, Piano bei Milcho Leviev und Terry Trotter, sowie Komposition von Filmmusik bei David Raksin und Christopher Young studierte. Seit 1995 arbeitete er vorrangig als Komponist und Produzent von Filmmusiken, komponierte unter anderem Musik für die Produktionsfirma Score Productions und für die Sender ABC, CBS und CNN, außerdem für den Independent-Film Dumbarton Bridge (1999). Daneben legte er bislang in Triobesetzung auf Sunnyside Records fünf Alben unter eigenem Namen vor, musikalisch an Vorbildern wie Bill Evans, Keith Jarrett oder Chick Corea orientiert.

## Diskographische Hinweise
- Some Other Time (2009)
- Antibes  (2010)
- Daybreak (2011)
- Post No Bills (2014)
- West 60th (2019)